# Khalid Saleh al-Ghailani
Khalid Saleh al-Ghailani (* 26. Februar 1995) ist ein omanischer Leichtathlet, der sich auf den Sprint spezialisiert hat.

## Sportliche Laufbahn
Erste internationale Erfahrungen sammelte Khalid Saleh al-Ghailani im Jahr 2015, als er bei den Arabischen Meisterschaften in Manama in 10,45 s den siebten Platz im 100-Meter-Lauf belegte und über 200 Meter mit 21,05 s auf Rang vier gelangte. Anschließend schied er bei den Asienmeisterschaften in Wuhan mit 10,68 s im Halbfinale über 100 Meter aus und klassierte sich im 200-Meter-Lauf mit 21,34 s auf dem achten Platz. Zudem belegte er mit der omanischen 4-mal-100-Meter-Staffel in 39,75 s den siebten Platz. Daraufhin schied er bei den Militärweltspielen in Mungyeong mit 21,23 s im Semifinale über 200 Meter aus und wurde im Staffelbewerb in 39,81 s Sechster. Im Jahr darauf erreichte er bei den Hallenasienmeisterschaften in Doha das Halbfinale im 60-Meter-Lauf und schied dort mit 6,89 s aus. 2017 schied er bei den Islamic Solidarity Games in Baku mit 10,73 s im Halbfinale über 100 Meter aus und anschließend gelangte er bei den Arabischen Meisterschaften in Radès mit 10,79 s auf Rang acht und gewann dort in 40,64 s auch die Silbermedaille mit der Staffel hinter dem Team aus Saudi-Arabien. 2019 erreichte er bei den Arabischen Meisterschaften in Kairo mit 21,76 s Rang acht über 200 Meter und gewann mit der Staffel in 40,22 s die Bronzemedaille hinter den Teams aus Saudi-Arabien und Bahrain. 2023 belegte er bei den Westasienmeisterschaften in Doha in 21,42 s den siebten Platz über 200 Meter und anschließend gelangte er bei den Asienmeisterschaften in Bangkok mit neuem Landesrekord von 39,17 s in der 4-mal-100-Meter-Staffel auf den fünften Platz.

## Persönliche Bestzeiten
- 100 Meter: 10,68 s (+0,7 m/s), 3. Juni 2015 in Wuhan
  - 60 Meter (Halle): 6,89 s, 19. Februar 2016 in Doha
- 200 Meter: 20,95 s (−0,7 m/s), 6. Juni 2015 in Wuhan